# There Will Never Be Another You
There Will Never Be Another You è un brano musicale composto da Harry Warren (musica) e Mack Gordon (parole) per il film Tra le nevi sarò tua (Iceland), prodotto dalla Twentieth Century-Fox nel 1942. Nel film, John Payne ne fa una serenata alla coprotagonista Sonja Henie, e Joan Merrill lo canta accompagnata dall'orchestra di Sammy Kaye.
Inizialmente il brano fu accolto senza entusiasmi ma in seguito entrò nelle classifiche di vendita americane grazie alle versioni di Woody Herman (al numero 23 nel 1942), Sammy Kaye (al 20 nel 1943) e Chris Montez (al 33 nel 1966).
Il brano ha la forma classica della canzone in 32 battute, e la sua tonalità originale è in Mi bemolle.

## Struttura del brano
La melodia è costituita principalmente da note di un quarto che salgono e scendono seguendo la scala sottesa dall'armonia. 
La struttura armonica è di tipo ABAC, dove la C ha le stesse prime 3 battute della B.

## Versioni
There Will Never Be Another You, divenuto in seguito uno standard jazz, è stato inciso da molti jazzisti. Ecco di seguito alcune di queste incisioni:
- Lionel Hampton, Lionel Hampton 1950, Classics 1193
- Sonny Stitt, The Complete Prestige Sessions 1949-1950, Jazz Factory 22826
- Lester Young, Oscar Peterson Trio, Lester Young with Oscar Peterson Trio, Verve
- Chet Baker, Chet Baker: Young Chet, Blue Note Records 36194, Original recording, 1956, Pacific Jazz
- Art Tatum, Art Tatum Solo Masterpieces, Vol. 2, Pablo 2405433
- Tony Glausi, My Favorite Tunes, 2020, Tony Glausi